# Genoveva de Loqueffret

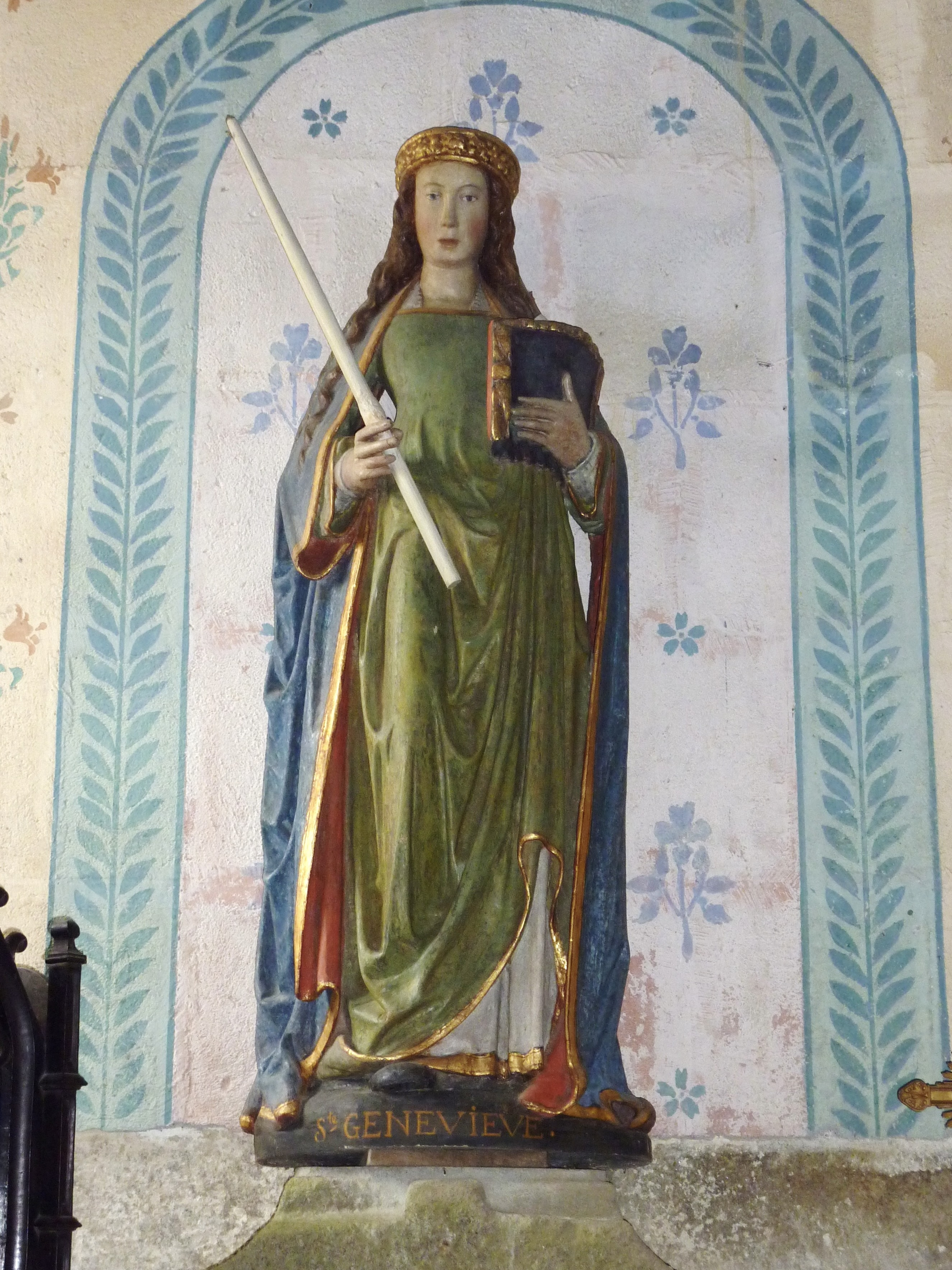
Estatua de la Santa en la iglesia de Loqueffret

 Santa Genoveva de Loquefrett (s. IX - s. X), (Santez Jenovefa en bretón, Sainte Geneviève de Loqueffret en francés), es una santa bretona del siglo X. Se la festeja el 3 de noviembre, al igual que a su homónima.
Era hermana de san Édern. Juntos llegaron a Douarnenez, donde se instalaron en una sencilla cabaña situada en un monte. Más tarde, Genoveva fundó en el siglo X el monasterio de Loqueffret, cerca de Lannédern, en el departamento francés de Finisterre, así como, antes, en el siglo IX, había fundado uno en Cumbria, en Inglaterra.
La iglesia de Loqueffret, del siglo XV-XVI, está dedicada a Santa Genoveva.